# Bahnstrecke Beverly–Rockport
| Bahnhof Rockport |                                         |                                              |                                              |
| Streckenlänge: | 27,36 km                                |                                              |                                              |
| Spurweite: | 1435 mm (Normalspur)                    |                                              |                                              |
| Zweigleisigkeit: | Beverly–kurz vor Gloucester (ca. 21 km) |                                              |                                              |
| |                                         |                                              |                                              |
| Gesellschaft: | MBTA                                    |                                              |                                              |
| \| \| \| von Boston \| \| \| \| 0,00 \| Beverly MA \| Beverly MA \| \| \| \| Bay State Street Railway (Federal Street) \| \| \| \| \| nach Portsmouth \| \| \| \| \| Bay State Street Railway (Cabot Street) \| \| \| \| 2,35 \| Montserrat \| Montserrat \| \| \| \| Bay State Street Railway (Essex Street) \| \| \| \| 6,18 \| Prides Crossing (nur Berufsverkehr) \| Prides Crossing (nur Berufsverkehr) \| \| \| 7,37 \| Beverly Farms \| Beverly Farms \| \| \| 9,43 \| West Manchester MA \| West Manchester MA \| \| \| \| Hafen Manchester \| \| \| \| 11,22 \| Manchester MA \| Manchester MA \| \| \| 14,40 \| Magnolia Avenue \| Magnolia Avenue \| \| \| \| Bay State Street Railway (Essex Avenue) \| \| \| \| 18,10 \| West Gloucester MA \| West Gloucester MA \| \| \| \| Annisquam River \| \| \| \| \| Ende des zweigleisigen Abschnitts \| \| \| \| \| Bay State Street Railway (Washington Street) \| \| \| \| 21,34 \| Gloucester MA \| Gloucester MA \| \| \| 27,36 \| Rockport MA \| Rockport MA \| |                                         |                                              |                                              |
| Strecke |                                         | von Boston                                   | von Boston                                   |
| Bahnhof | 0,00                                    | Beverly MA                                   | Beverly MA                                   |
| Kreuzung geradeaus oben (Querstrecke außer Betrieb) |                                         | Bay State Street Railway (Federal Street)    | Bay State Street Railway (Federal Street)    |
| Abzweig geradeaus und nach links |                                         | nach Portsmouth                              | nach Portsmouth                              |
| Kreuzung (Querstrecke außer Betrieb) |                                         | Bay State Street Railway (Cabot Street)      | Bay State Street Railway (Cabot Street)      |
| Haltepunkt / Haltestelle | 2,35                                    | Montserrat                                   | Montserrat                                   |
| Kreuzung (Querstrecke außer Betrieb) |                                         | Bay State Street Railway (Essex Street)      | Bay State Street Railway (Essex Street)      |
| Haltepunkt / Haltestelle | 6,18                                    | Prides Crossing (nur Berufsverkehr)          | Prides Crossing (nur Berufsverkehr)          |
| Haltepunkt / Haltestelle | 7,37                                    | Beverly Farms                                | Beverly Farms                                |
| ehemaliger Haltepunkt / Haltestelle | 9,43                                    | West Manchester MA                           | West Manchester MA                           |
| Brücke über Wasserlauf |                                         | Hafen Manchester                             | Hafen Manchester                             |
| Bahnhof | 11,22                                   | Manchester MA                                | Manchester MA                                |
| ehemaliger Bahnhof | 14,40                                   | Magnolia Avenue                              | Magnolia Avenue                              |
| Kreuzung (Querstrecke außer Betrieb) |                                         | Bay State Street Railway (Essex Avenue)      | Bay State Street Railway (Essex Avenue)      |
| Haltepunkt / Haltestelle | 18,10                                   | West Gloucester MA                           | West Gloucester MA                           |
| Brücke über Wasserlauf |                                         | Annisquam River                              | Annisquam River                              |
| Strecke |                                         | Ende des zweigleisigen Abschnitts            | Ende des zweigleisigen Abschnitts            |
| Kreuzung (Querstrecke außer Betrieb) |                                         | Bay State Street Railway (Washington Street) | Bay State Street Railway (Washington Street) |
| Haltepunkt / Haltestelle | 21,34                                   | Gloucester MA                                | Gloucester MA                                |
| Kopfbahnhof Streckenende | 27,36                                   | Rockport MA                                  | Rockport MA                                  |

Die Bahnstrecke Beverly–Rockport ist eine Eisenbahnstrecke in Essex County in Massachusetts (Vereinigte Staaten). Sie ist rund 27 Kilometer lang und verbindet die Städte Beverly, Manchester-by-the-Sea, Gloucester und Rockport. 
Die normalspurige Strecke wird heute durch die Massachusetts Bay Transportation Authority (MBTA) ausschließlich im Personenverkehr betrieben. Güterverkehr findet nicht mehr statt. 

## Geschichte
Nachdem die Eastern Railroad in den 1830er Jahren die Hauptstrecke von Boston in Richtung Portsmouth gebaut hatte, wollte man eine Zweigstrecke auf die Cape-Ann-Halbinsel errichten, um die dortigen Städte und Strandsiedlungen anzubinden. Im März 1845 erteilte die Regierung die Konzession für den Bau einer solchen Strecke, die in Beverly von der Hauptstrecke abzweigen und über Manchester bis Gloucester führen sollte. Der Bau begann alsbald und im August 1847 fuhren die ersten Züge bis Manchester-by-the-Sea. Am 1. Dezember 1847 wurde die Strecke bis Gloucester offiziell eröffnet.
Die Stadt Rockport an der Ostspitze der Halbinsel ersuchte nun auch um eine Schienenanbindung. Da die Eastern Railroad kein Interesse hatte, gründeten lokale Unternehmer am 16. Mai 1853 die Rockport Railroad Company und erhielten die Konzession für die Streckenverlängerung. Sie konnten jedoch nicht genügend Geld aufbringen, um den Streckenbau zu beginnen. 1860 wurde diese Gesellschaft erneut gegründet und schließlich baute man die sechs Kilometer lange Verlängerung, die im November 1861 eröffnet wurde. Den Betrieb führte die Eastern Railroad, die auch die Fahrzeuge zur Verfügung stellte. 1868 erwarb sie die Rockport Railroad schließlich, nachdem sich die Wirtschaftlichkeit gezeigt hatte. Ab 1884 oblag die Betriebsführung der Boston and Maine Railroad, die die Eastern gepachtet hatte und 1890 schließlich endgültig aufkaufte.
Anfang des 20. Jahrhunderts baute man in Rockport südlich des Bahnhofs eine Wendeschleife, die die Züge benutzten. Die Strecke wurde von Beverly bis Gloucester zweigleisig ausgebaut, was 1911 abgeschlossen war. Dampfzüge fuhren auf der Strecke noch bis 1954, nachdem bereits im Jahr zuvor die ersten Diesellokomotiven eingesetzt wurden. Ab 1955 wurde der Personenverkehr durch Budd Rail Diesel Cars bewerkstelligt. Da diese Züge als Wendezüge verkehren konnten, legte man etwa 1962 die Wendeschleife in Rockport still und baute den Bahnhof zu einem Kopfbahnhof um.
Seit 1976 ist die Strecke in Besitz der Massachusetts Bay Transportation Authority (MBTA), die den Personenverkehr betreibt. Den Güterverkehr betrieb weiterhin die Boston&Maine, die jedoch 1983 durch die Guilford Transportation übernommen wurde. Im November 1984 brannte in Beverly eine Brücke ab, was den Gesamtverkehr auf der Strecke zum Erliegen brachte. Der zuletzt nur noch spärliche Güterverkehr wurde in der Folge nicht wieder aufgenommen. Der Personenverkehr ruhte mehrere Monate und konnte erst im Laufe des Jahres 1985 wieder aufgenommen werden. 

## Streckenbeschreibung

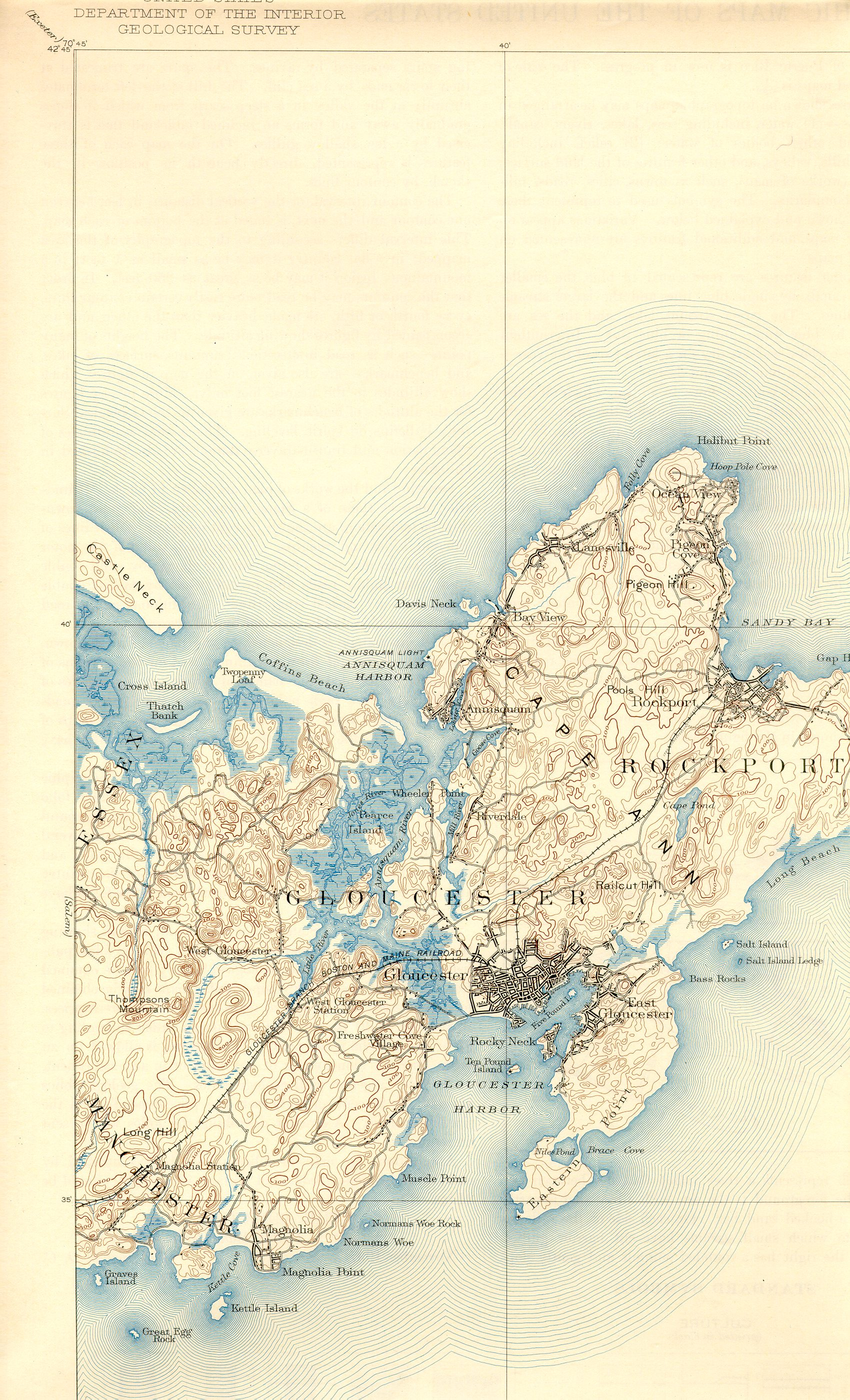
Gloucester und Rockport mit der Eisenbahn, um 1893.

Die Strecke zweigt in Beverly, nördlich des Bahnhofs, aus der Hauptstrecke Boston–Portsmouth ab und führt ostwärts parallel zur Küste, jedoch fast durchgängig mit einigen hundert Metern Abstand zum Strand. Sie durchfährt zunächst das Stadtgebiet von Beverly, in dem sich mit Montserrat, Prides Crossing und Beverly Farms drei weitere Haltepunkte befinden, die mit Seitenbahnsteigen ausgestattet sind. Der Haltepunkt Prides Crossing wird dabei nur im Berufsverkehr in Stoßrichtung, das heißt früh in Richtung Beverly, nachmittags in Richtung Rockport, bedient. An mehreren Stellen entlang der Strecke in Beverly und Gloucester querten früher Straßenbahnstrecken die Bahn. 
Hinter der Stadtgrenze berührt die Trasse kurzzeitig die Manchester Bay, wo sich zur Blütezeit der Eisenbahn ein Haltepunkt West Manchester befand, der nur im Sommer für Strandbesucher bedient wurde. In Manchester-by-the-Sea überquert die Bahn zunächst die Hafeneinfahrt auf einer Hubbrücke, ehe der Bahnhof der Stadt erreicht ist. Heute dienen hier zwei einfache Seitenbahnsteige dem Fahrgastfluss. Ein im Linienverkehr nicht benutzter Doppelgleiswechsel ermöglicht das Wenden von Zügen. Die Güteranlagen des Bahnhofs sind abgebaut.
Die Strecke führt nun weiter in nordöstliche Richtung. An der Magnolia Avenue nahe dem östlichen Stadtrand von Manchester befand sich ein Bahnhof, der auch über Güteranlagen verfügte. Hier fahren die Züge heute durch. Kurz darauf ist Gloucester erreicht, wo sich zunächst ein Haltepunkt West Gloucester befindet. Östlich davon überquert die Bahntrasse den Annisquam River, ein fjordartiger Meeresarm, der die Cape-Ann-Halbinsel vom Festland trennt. Nach der Brücke endet die zweigleisige Strecke und kurz danach ist der Haltepunkt Gloucester im Stadtzentrum erreicht. Östlich an die Station schlossen sich früher umfangreiche Güteranlagen an, die jedoch einem Parkplatz gewichen sind. Die Strecke biegt nun nach Norden ab und führt nach Rockport, wo sie stumpf vor der Railroad Avenue endet. Der Endbahnhof besteht aus einer zweigleisigen Anlage mit Seitenbahnsteigen für den Personenverkehr sowie aus einigen Abstellgleisen. Die frühere Wendeschleife in Rockport befand sich südlich des Bahnhofs und führte um einen kleinen Teich, den Loop Pond, herum.

## Personenverkehr
Auf dem Höhepunkt des Eisenbahnverkehrs Anfang des 20. Jahrhunderts fuhren neben den 16 Zugpaaren an Werktagen zahlreiche Ausflugszüge im Sommer, die teilweise Kurswagen nach New York City mitführten. 
An der Zugdichte hat sich seitdem wenig geändert. 2011 verkehren 13 Zugpaare an Werktagen sowie sieben an Wochenenden. Alle Züge fahren über Beverly nach Boston weiter.